# Matthias Landström
Per Matthias Landström, född 6 april 1966 i Gudmundrå församling i Västernorrlands län, är en svensk militär.

## Biografi
Landström avlade officersexamen vid Krigsskolan 1988 och utnämndes samma år till fänrik vid Västernorrlands regemente. Han tjänstgjorde under andra hälften av 1990-talet vid Ångermanlandsbrigaden samt befordrades till kapten 1993 och major 1998. Efter att ha befordrats till överstelöjtnant var han ställföreträdande chef för Samordningsavdelningen i Strategiledningen vid Högkvarteret 2004–2005. Åren 2005–2006 var han chef för svenska insatsen i Afghanistan. Från 2006 var han chef för Husarbataljonen vid Livregementets husarer.
År 2009 befordrades Landström till överste och var från 2009 chef för Planeringsavdelningen i Personalstaben vid Högkvarteret. År 2014 var han operationsledare för International Security Assistance Force i norra Afghanistan. Från och med den 24 oktober 2015 till och med den 31 mars 2016 var Landström stabschef vid Personalstaben i Högkvarteret och sedan den 1 april 2016 tjänstgör han vid Säkerhetskontoret i Militära underrättelse- och säkerhetstjänsten vid Högkvarteret.